# Boštjan Mervar
Boštjan Mervar, slovenski kolesar, * 22. september 1973.
Mervar je bil član klubov KRKA–Telekom Slovenije, Formaggi Pinzolo Fiavè in Perutnina Ptuj. Leta 1991 je osvojil VN Krke in leta 2006 VN Kranja. Dosegel je tudi sedem etapnih zmag na Dirki po Sloveniji.

## Rezultati
1998
1. etapa 2 Uniqa Classic
1999
1. prolog Dirka po Sloveniji
2001
1. etapa 2 Dirka po Sloveniji
2002
1. Trofej Poreč 3
1. etapa 1 Jadranska magistrala
1. etapa 6 Dirka po Sloveniji
1. Raiffeisen Grand Prix
1. etapa 2 Dirka po Avstriji
2003
1. Trofej Poreč 2
1. etapa 1 Jadranska magistrala
1. etapa 6 Dirka po Sloveniji
1. etapa 3 Uniqa Classic
2004
1. etapa 7 Circuit de Lorraine
2005
1. prolog Jadranska magistrala
1. etapa 4 Dirka po Sloveniji
2006
1. etapa 8 Vuelta a Cuba
1. GP Velka cena Palma
1. VN Kranja